# Кропива дводомна
Кропива́ дводо́мна (Urtica dioica L.) — вид рослин роду кропива. Місцеві назви — «жалива велика», «жалюча кропива», «джиґу́ха», діал. проке́ва або проки́ва.
Латинська назва кропиви — уртіка (Urtica); походить назва від слова «урере» (лат. urere) — «палити», «горіти». Кропива пече мурашиною кислотою, яка впорскується під шкіру, як шприцом, її пляшкоподібними клітинами-волосками. Їхній кінчик при дотику до тіла обламується, гострі краї встромлюються в шкіру, і з клітини-пляшечки виливається пекуча кислота.
На острові Ява і в Індонезії існують види кропиви, опік яких так само небезпечний, як укус змії.

## Опис

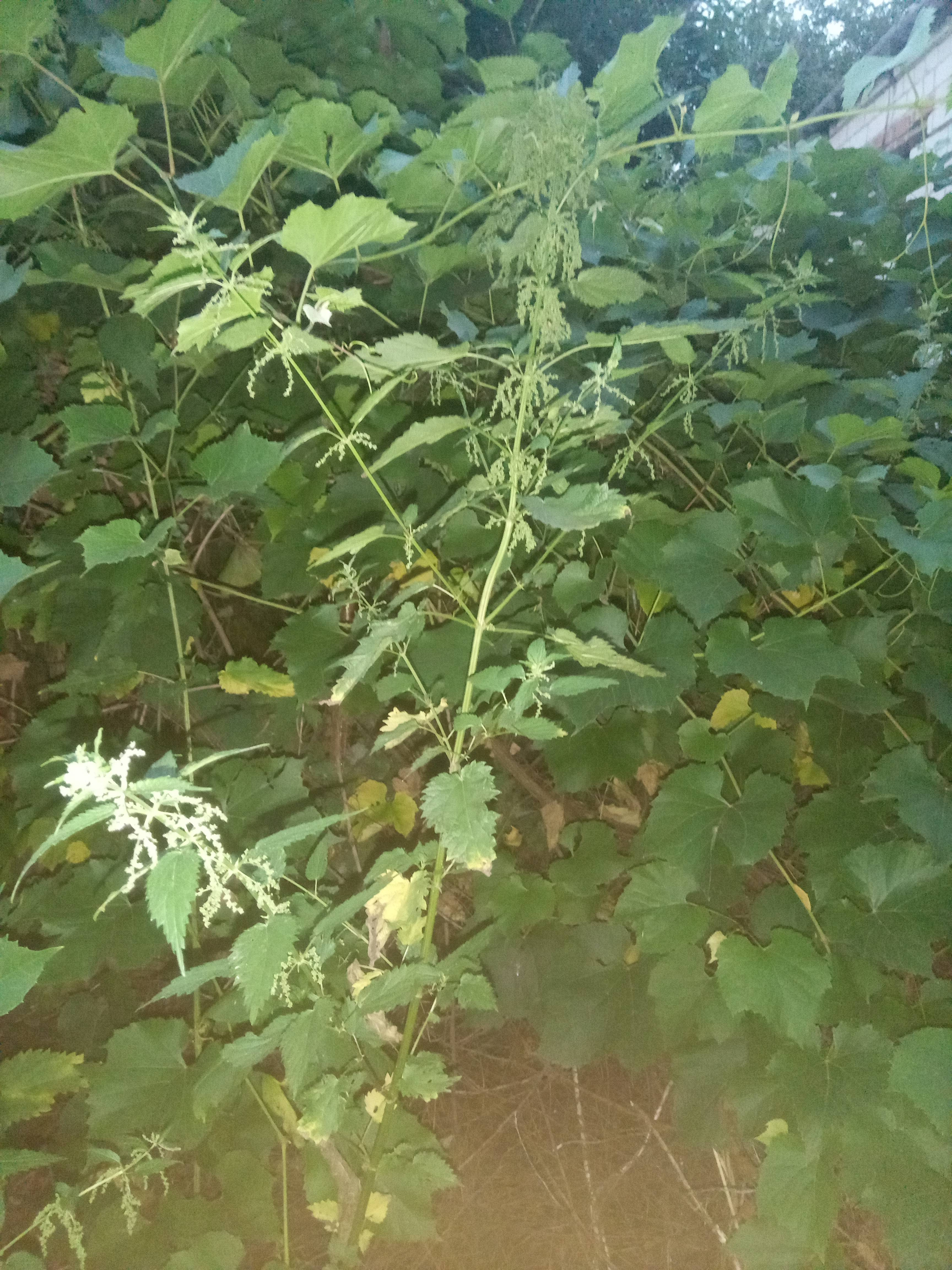
Кропива з гіллям

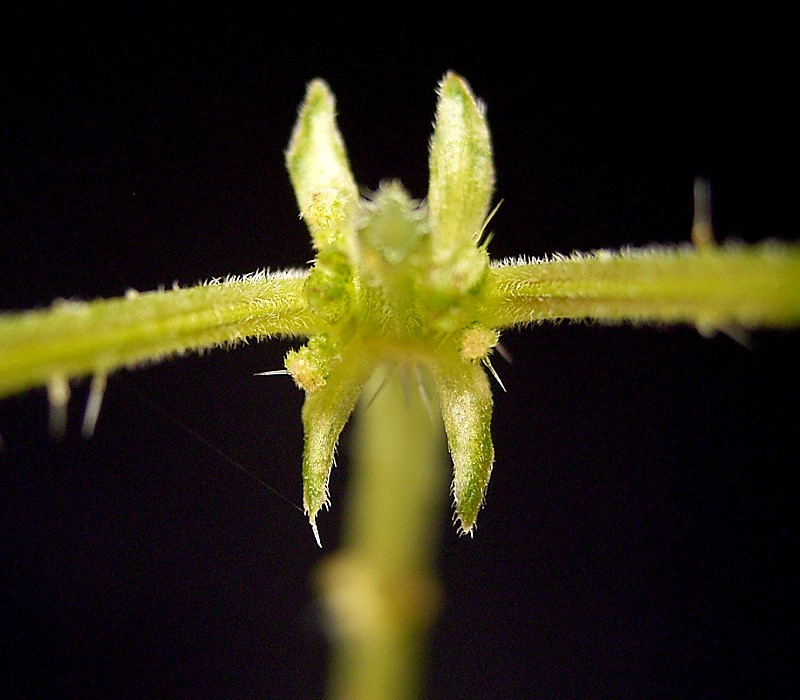
Прилистки

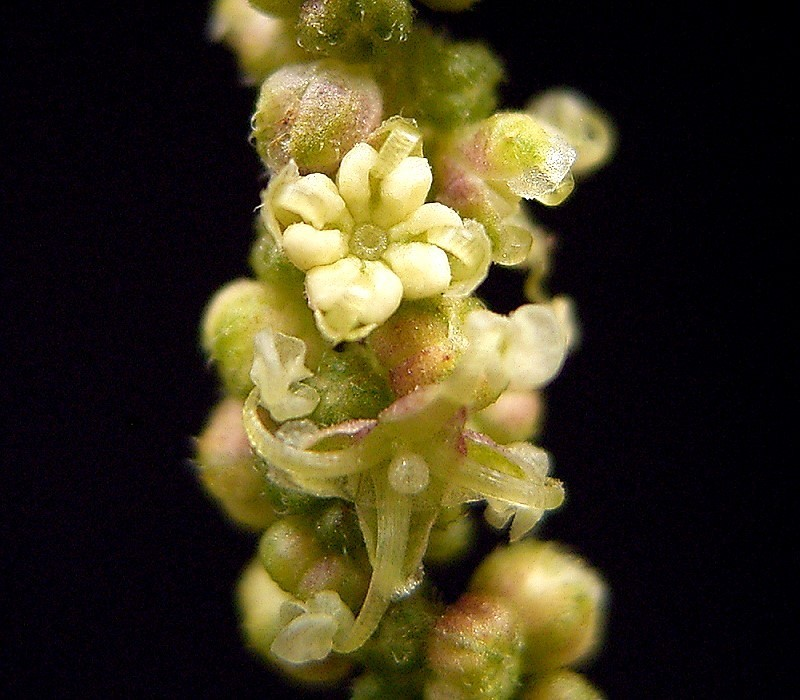
Чоловічі суцвіття

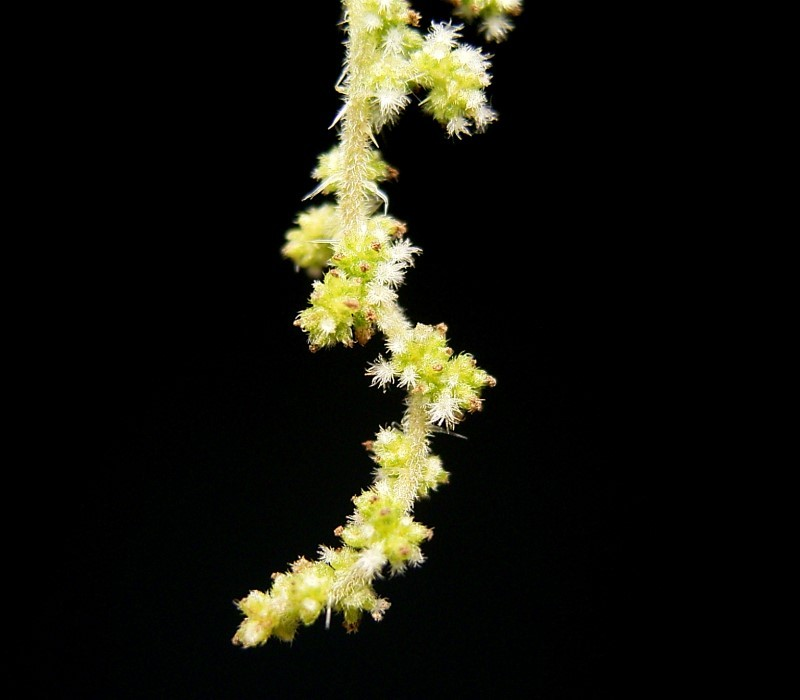
Жіночі суцвіття

Багаторічна трав'яниста рослина, дводомна, з прямостійним нерозгалуженим стеблом заввишки 50-200 см, яке в літку отримує гілля. Листки супротивні, черешкові, яйцеподібно-ланцетні, по краю великозубчасті. Вся рослина вкрита короткими простими та довгими жалкими волосками. Квітки одностатеві, дуже дрібні, з простим чотирироздільним квітколожем, жовтувато-зеленія; зібрані пучками в колосоподібні суцвіття, що знаходяться на кінцях гілок: тичинкові — прямостійні, маточкові — звисаючі. Плід — яйцеподібний горішок. Цвіте з червня по вересень, плоди дозрівають в червні-вересні [4].
Для лікарських потреб використовують листя (Folia Urticae dioicae), яке заготовляють весною і на початку літа, корені (Radix Urticae dioicae) та насіння (Semen Urticae dioicae) [2].
Багаторічна трав'яниста рослина родини кропивних (Urticaceae) (50–120 см заввишки) з повзучим, дерев'янистим, гіллястим кореневищем. Стебло пряме, чотиригранне, вкрите, як і вся рослина, довгими і короткими жалкими волосками. Листки видовжено-яйцеподібні (8–17 см завдовжки, шириною 2–8 см), до верхівки поступово звужені, при основі серцеподібні, крупнопилчасто зубчасті, на стеблі супротивно розміщені, довгочерешкові, з прилистками.
Квітки одностатеві, дрібні, зелені, правильні, зібрані в довгі розгалужені колосисті суцвіття, які виходять із пазух листків. Рослина дводомна. Чоловічі суцвіття — прямостоячі, жіночі — після цвітіння пониклі. Тичинкові квітки з чотирироздільною оцвітиною і чотирма тичинками. Маточкові — з чотирилистою оцвітиною, внутрішні два листочки оцвітини крупніші за зовнішні. Маточка одна, з майже сидячою приймочкою і верхньою зав'яззю. Плід широкоовальна або яйцеподібна сім'янка жовтувато-сірого кольору.
Кропива дводомна відростає ранньою весною і вже через 15—20 днів після зникнення снігу утворює великі листки, які в цей час вирізняються високим вмістом вітамінів. Росте доволі швидко, до початку червня вже розпочинається цвітіння. Кропива зберігає зелене листя і після плодоносіння. Цвіте з червня по вересень, плодоносить з липня.

## Ареал
- Африка
  - Північна Африка: Алжир; Лівія; Марокко; Туніс
- Азія
  - Західна Азія: Афганістан; Кіпр; Іран; Ірак; Ліван; Сирія; Туреччина
  - Кавказ: Вірменія; Азербайджан; Грузія; Росія — Передкавказзя, Дагестан
  - Сибір: Росія — Східний Сибір, Західний Сибір
  - Китай: Ганьсу), Цинхай, Сичуань, Синьцзян, Тибетський автономний район
  - Індійський субконтинент: Бутан; Індія (північ); Непал; Пакистан
- Європа
  - Північна Європа: Данія; Фінляндія; Ісландія; Ірландія; Норвегія; Швеція; Об'єднане Королівство
  - Середня Європа: Австрія; Бельгія; Чехія; Німеччина; Угорщина; Нідерланди; Польща; Словаччина; Швейцарія
  - Східна Європа: Білорусь, Естонія; Латвія; Литва; Молдова; Європейська частина Росії; Україна (вкл. Крим)
  - Південно-Східна Європа: Албанія; Болгарія; Хорватія; Греція; Італія (вкл. Сардинія, Сицилія); Північна Македонія; Румунія; Словенія
  - Південно-Західна Європа: Франція (вкл. Корсика); Іспанія
- Північна Америка
  - Субарктична Америка: Канада — Північно-західні території (південний захід), Юкон; США — Аляска
  - Східна Канада: Нью-Брансвік, Ньюфаундленд, Нова Шотландія, Онтаріо, Острів Принца Едуарда, Квебек, Сен-П'єр і Мікелон
  - Західна Канада: Альберта, Британська Колумбія, Манітоба, Саскачеван
  - Північний Схід США: Коннектикут, Індіана, Мен, Массачусетс, Мічиган, Нью-Гемпшир, Нью-Джерсі, Нью-Йорк, Огайо, Пенсильванія, Род-Айленд, Вермонт, Західна Вірджинія
- Північний Центр США: Іллінойс, Айова, Канзас, Міннесота, Міссурі, Небраска, Північна Дакота, Оклахома, Південна Дакота, Вісконсин
  - Північний Захід США: Колорадо, Айдахо, Монтана, Орегон, Вашингтон, Вайомінг
  - Південний Схід США: Алабама, Делавер, Джорджія, Кентуккі, Луїзіана, Меріленд, Міссісіпі, Північна Кароліна, Теннессі, Вірджинія
  - Південний Центр США: Нью-Мексико, Техас
  - Південний Захід США: Аризона, Каліфорнія, Невада, Юта
  - Мексика — Баха-Каліфорнія, Сонора

Натуралізована повсюди.
Підвид Mentha longifolia ssp. cyprica зустрічається лише на Кіпрі.
Росте у вільшняках, на забур'янених лісових площах, листяних і мішаних лісах. Тіньовитривала рослина. Цвіте у червні — серпні. Поширена по всій Україні. Промислова заготівля можлива в усіх областях, особливо в Лісостепу і на півдні Полісся. Запаси сировини значні, часто утворює суцільні зарості.

## Збирання, переробка та зберігання

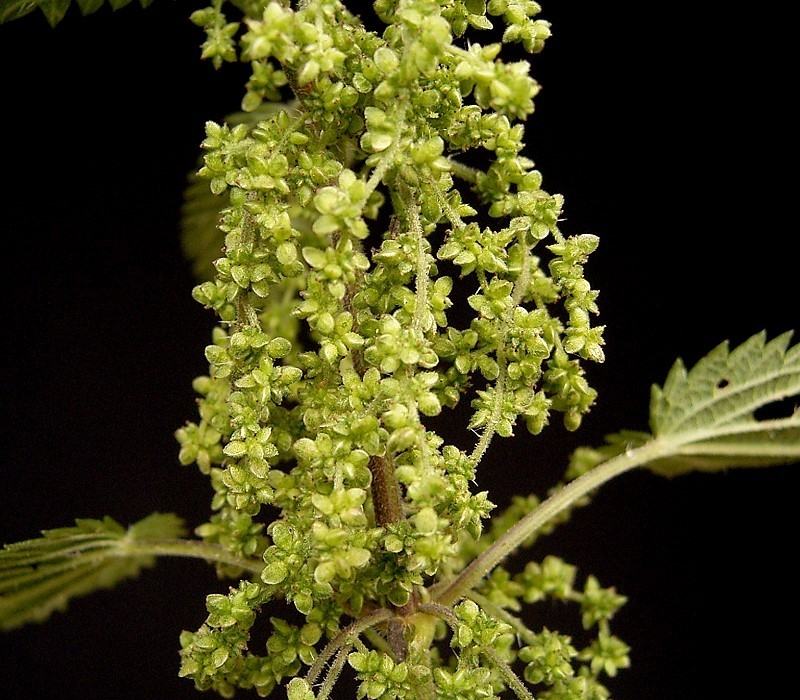
Плоди

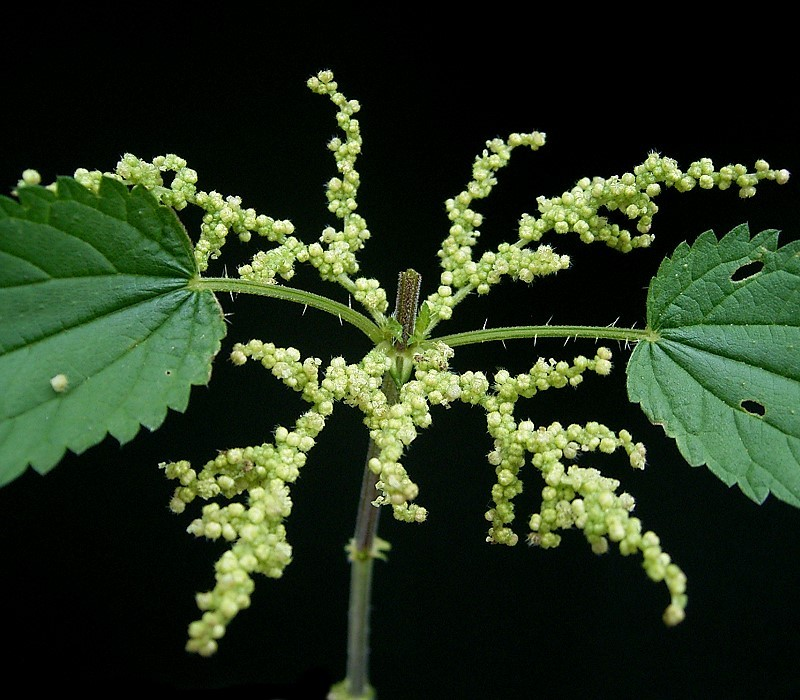
Колосисті суцвіття

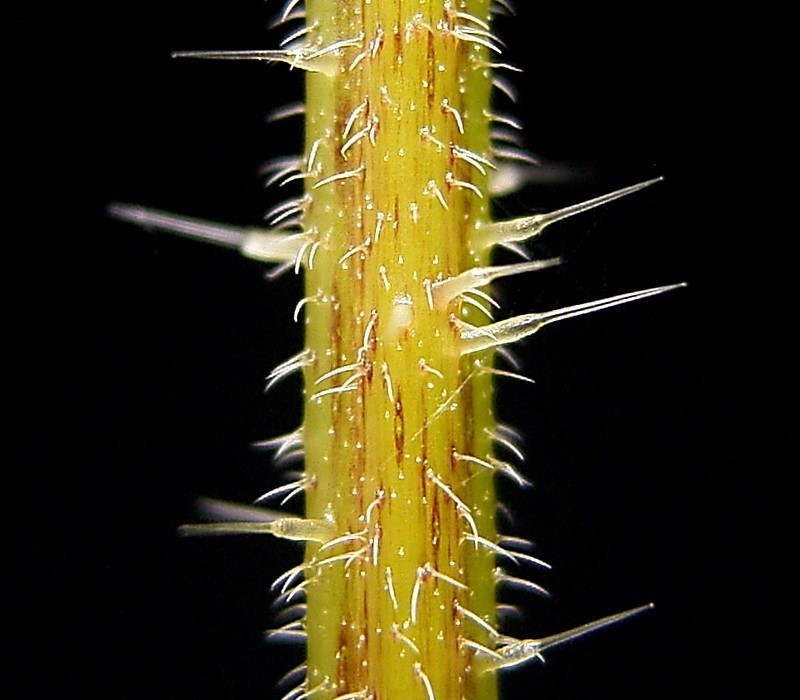
Стебло з жалкими волосинками

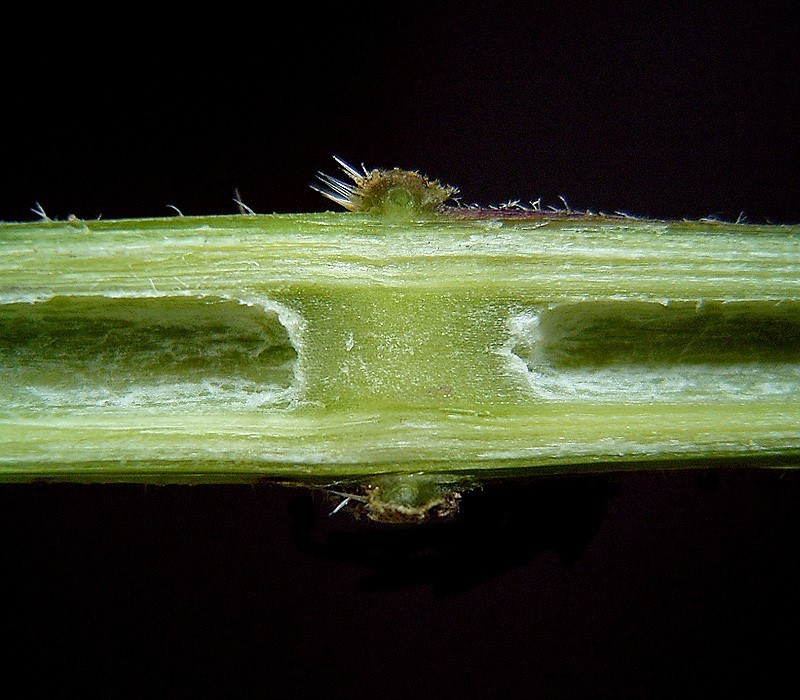
Поздовжній розріз стебла

Запаси сировини кропиви великі. Перспективними для заготівлі сировини є Івано-Франківська, Чернівецька, Тернопільська, Львівська, Волинська, Рівненська, Житомирська, Київська, Чернігівська, Сумська, Черкаська, Вінницька та Хмельницька області. Потреби в лімітуванні обсягів заготівлі сировини кропиви дводомної немає. Не допускається збір сировини (особливо листя) кропиви на узбіччях доріг та забруднених промисловими викидами територіях.
Заготовку листків кропиви можна проводити скрізь, де вона поширена, але не поблизу доріг з інтенсивним рухом автотранспорту. Збір сировини проводять вручну. Для цього одягають шкіряні рукавиці, обхоплюють пальцями стебло чи гілочку кропиви, і протягують рукою таким чином по всій довжині стебла чи гілочки (обдираючи стебло).
Листки збирають навесні і на початку літа. Листя необхідно відразу закладувати на сушуку. Сушать їх в тіні: на горищах, під залізним дахом або під наметами з доброю вентиляцією, розстилаючи тонким шаром на папері або тканині. Сушити на сонці не можна. Заготовлена таким чином сировина не втрачає свого забарвлення — листки зелені, вологи в них допускається не більше 14 %. У сировині не повинно бути залишків стебел, суцвітть; побурівші чи почорнівші листки потрібно видаляти.
Суху сировину зберігають у сухих, добре провітрюваних приміщеннях. Термін зберігання — два роки. Кропива жалка має такі ж властивості, як і кропива дводомна, і використовується для лікувальних та інших цілей.

## Хімічний склад
Листки кропиви містять до 269мг% вітаміну С, каротин і інші каротиноїди (до 50 мг%), вітаміни групи К і В, мурашину, пантотенову, і інші органічні кислоти. У листках виявлено до 5 % хлорофілу, понад 2 % дубильних речовин, камедь, протопорфірин, копропорфірин, ситостерин, глікозид уртицин, залізо, фітонциди, кверцетин, кавова, р-кумарова, ферулова кислоти, ацетилхолін, гістамін і 5-гідрокситриптамін.

## Практичне використання
Кропива — лікарська, вітамінозна, харчова, кормова, фарбувальна, косметична рослина.

### У харчуванні
За вмістом білків кропива не поступається перед бобовими рослинами. Тому її застосовують, як харчову рослину в свіжому і квашеному вигляді. З неї готують перші страви (супи), салати (з відвареного листя), ікру, додають до картопляного пюре, котлет, використовують як начинку, вживають як приправу до м'яса та ін.

### Використання лікарської сировини
Вживають як сечогінний, кровоспинний, в'яжучий, протизапальний засіб. Застосовують в науковій і народній медицині при маткових, ниркових, кишкових, гемороїдальних, легеневих кровотечах, при зниженому зсіданні крові, недокрів'ї, для збільшення кількості еритроцитів і рівня гемоглобіну, гострих гастритах та ентероколітах, атеросклерозі, захворюваннях жовчного міхура, печінки, циститі, ревматизмі, цукровому діабеті, спазмах шлунку, захворюваннях шкіри, як лактогенний засіб. Входить до складу шлункового збору, уртифіліну і таблеток «Аллохол» [1, 3, 4]. Виявлена також протипухлинна (антиметастатична) активність препаратів кропиви [6]. Корінь застосовують для лікування аденоми простати. Крім того, препарати кропиви можуть бути перспективними як профілактичний засіб, що стимулює фізичну працездатність, підвищує стійкість організму до несприятливих умов [7].

### У медицині
У науковій медицині застосовують листки кропиви — Folium Urticae, які рекомендують при маткових, легеневих, геморойних, кишкових кровотечах. У вигляді сухого екстракту кропива входить до складу препарату «алохол», що використовується при лікуванні гострих і хронічних запалень печінки, жовчних шляхів, при хронічних запорах, при жовчнокам'яній хворобі. Відвар рослини знижує вміст цукру в крові. Препарати кропиви застосовують як кровоспинний засіб і як засіб який посилює скорочувальну діяльність матки і підвищує зсідання крові. Препарати кропиви високоефективні при клімактеричних, гемороїдальних і інших кровотечах.
У народній медицині кропиву рекомендують як сечогінний засіб, при проносі, пропасниці, подагрі, ревматизмі, при хронічних хворобах шкіри, хворобах нирок, сечового міхура, печінки, водянці, грижі, при застарілому кашлі, недокрів'ї, початковому туберкульозі, при нирковокам'яній хворобі, випадінні волосся.
Зовнішньо кропиву застосовують для лікування ревматизму (жалять болючі місця або роблять ванни), при паралічі, корості, кропивниці, опіках, хворобах шкіри, для загоювання ран. Зовнішньо свіжі листки або порошок з висушених листків застосовують для лікування гнійних ран і варикозних хронічних язв.
Розтерте насіння кропиви застосовують при задусі і кам'яних хворобах; корені — при зубному болі, астмі, шлункових хворобах, для спринцювання при болях.
У гомеопатії застосовують есенцію з свіжої трави. Рослина має фітонцидну дію — здатна вбивати мікроби при запальних процесах.
Як косметичну рослину відвар кропиви використовують проти облисіння і для поліпшення росту волосся.
Використовують рідкий екстракт, настій і настоянки.
Листки кропиви використані в шлунковому чаї, регулюючому діяльність кишки, а також у проносному чаї.
Сік кропиви в медицині використовується як кровоспинний засіб.

### У ветеринарії

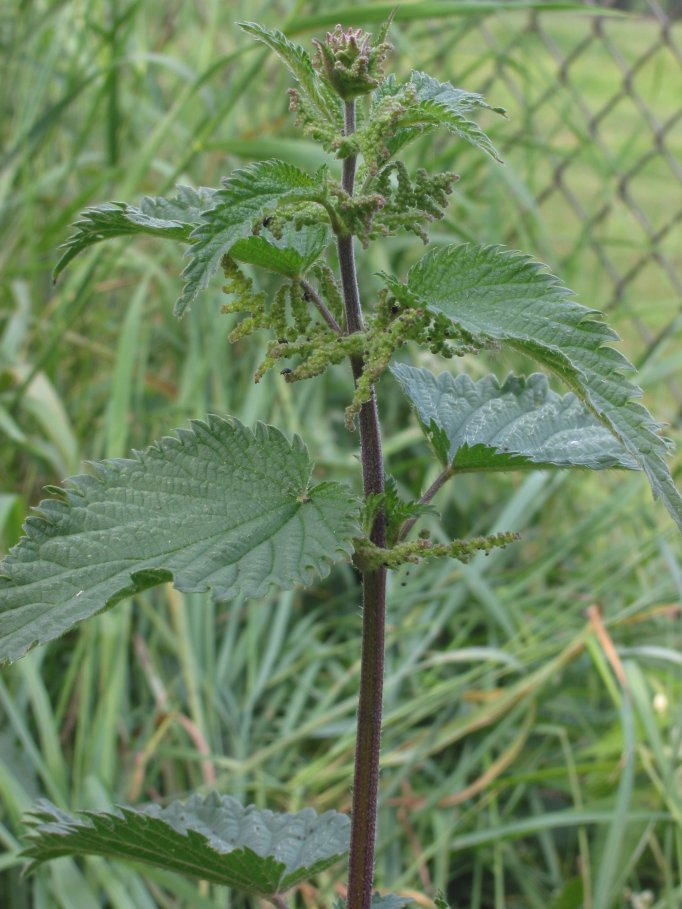
Кропива дводомна

У ветеринарії кропиву використовують як зовнішній засіб при лікуванні гангрени і гнійних ран.
Листки кропиви дводомної — справжній полівітамінний препарат. Вони містять вітамін С (36-269 мг%), провітамін А (13,5-19,4 %), вітаміни К (1,5-4 мг%), Ві, В2. Крім цього, в них є мінеральні солі, залізо, кальцій, крохмаль, кислоти, але особливо багато калію.
Кропиву дводомну рекомендують як кормову рослину. Вона дає урожай сіна по 50—70 ц/га; 100 кг абсолютно сухої речовини містить 73 кормові одиниці; молоду кропиву охоче поїдають свині, коні, птиця (особливо індики), велика рогата худоба. Вона має тонізуючу дію, сприяє підвищенню несучості курей, удоїв молока у корів, придатна для силосування. Листки використовують для підгодівлі шовковичної гусені.
Варені насіння кропиви — хороший корм для курей, що збільшує несучість.

### Волокна, нитки, мотузки
З кропиви добувають і тонке еластичне волокно, придатне для виготовлення тканин, мішковини, мотузок, шпагату, риболовних сіток. Костриця придатна для виробництва паперу.
На Сахаліні населення з племені айнів ще недавно використовувало кропиву для одержання волокна. Пізньої осені айни збирають сухі стебла кропиви і, поклавши на похило поставлену колоду, віддирають гострим краєм раковини волокно і деревину (кострицю). Працюють у рукавицях, щоб не обпекти рук. Волокно промивають у воді й розвішують сушити. Для відбілювання розстеляють взимку на снігу або вологе волокно розтягують на рамі і відбілюють на сонці.
З волокна сукають нитки, що володіють великою міцністю, їх вживають для шиття одягу і взуття. З них виробляють тканини.
Рибалки Камчатки плели з кропив'яного волокна сітки, які відрізнялися міцністю, легкістю, довго не намокали у воді і не гнили..
На Камчатці росте на рідкість висока з міцним волокном кропива. Сто років тому камчадали і росіяни ткали з неї полотно.
Волокно з кропиви використовувалося первісною людиною, але і у Європі ще в середині XIX століття з кропиви робили тканини і сита для проціджування меду і просіювання борошна.

### Зелена фарба
Листки кропиви використовують для промислового виділення хлорофілу, якого в листках міститься 2-5 %. З них добувають чудову зелену фарбу, а з коренів — жовту. Хлорофіл з кропиви використовується як зелена фарба для фарбування харчових продуктів, мила, парфумів і тканин.

## Галерея

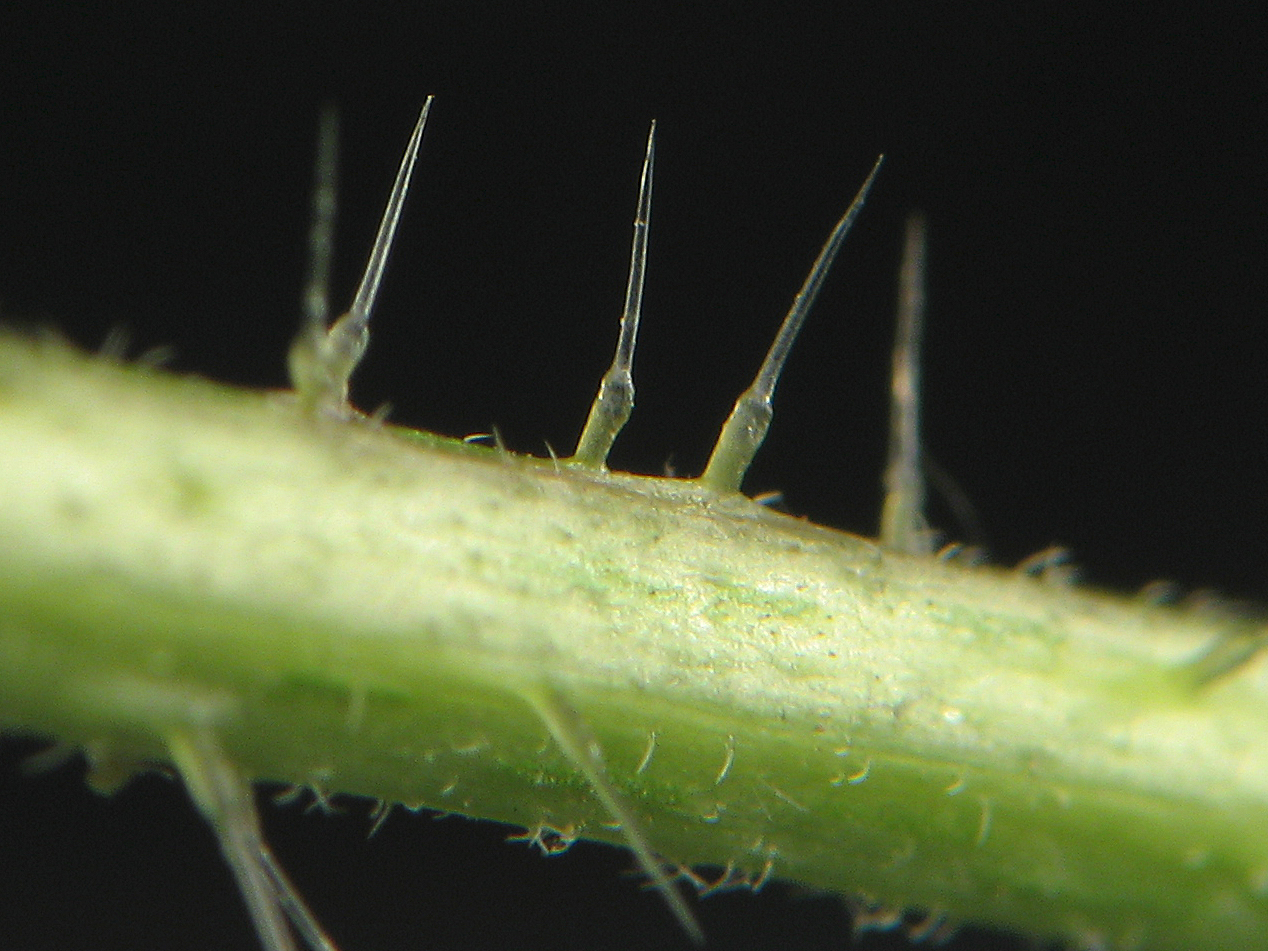
Пекучі волоски на стеблі кропиви дводомної
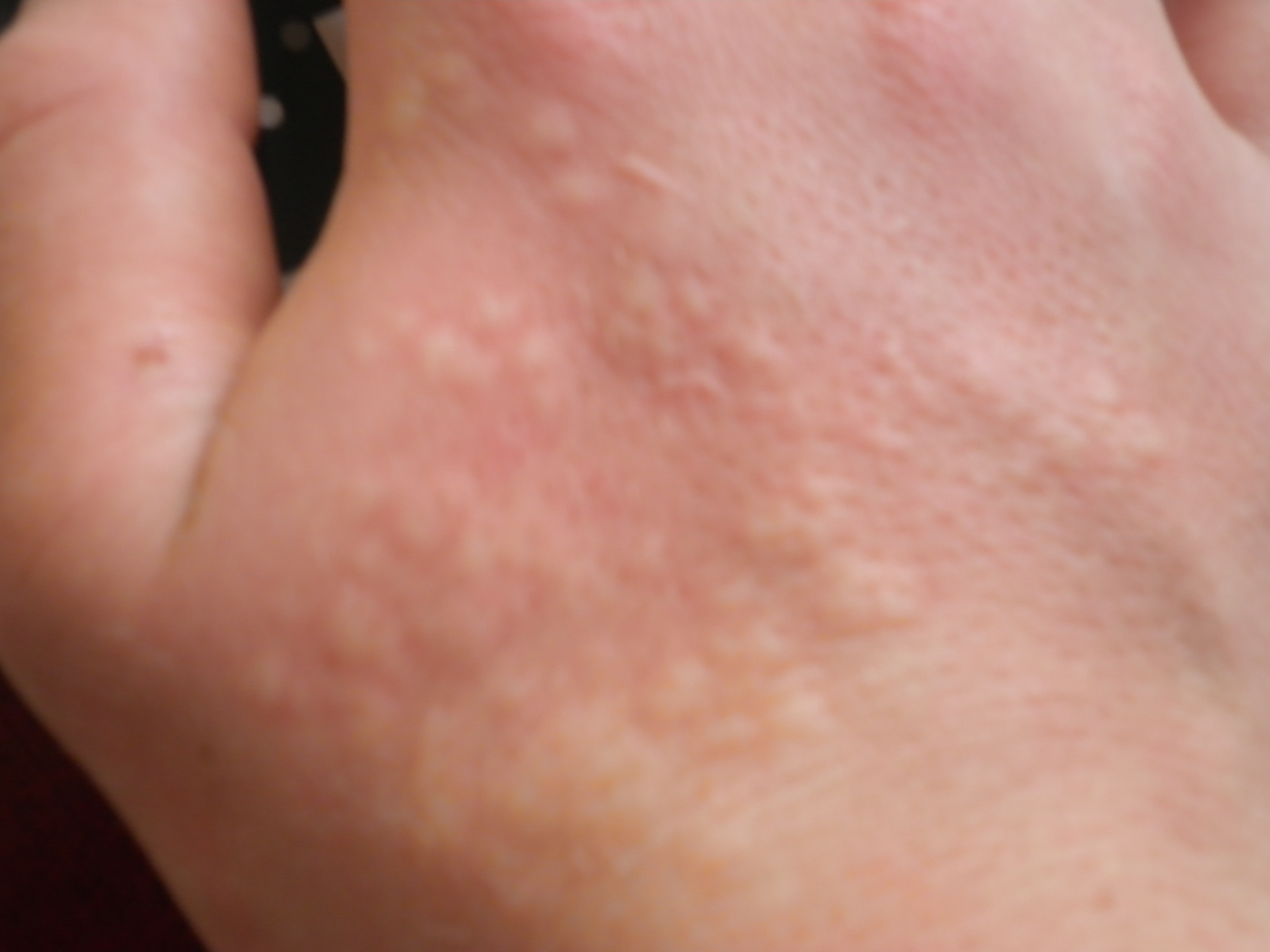
Рука після опіку кропивою
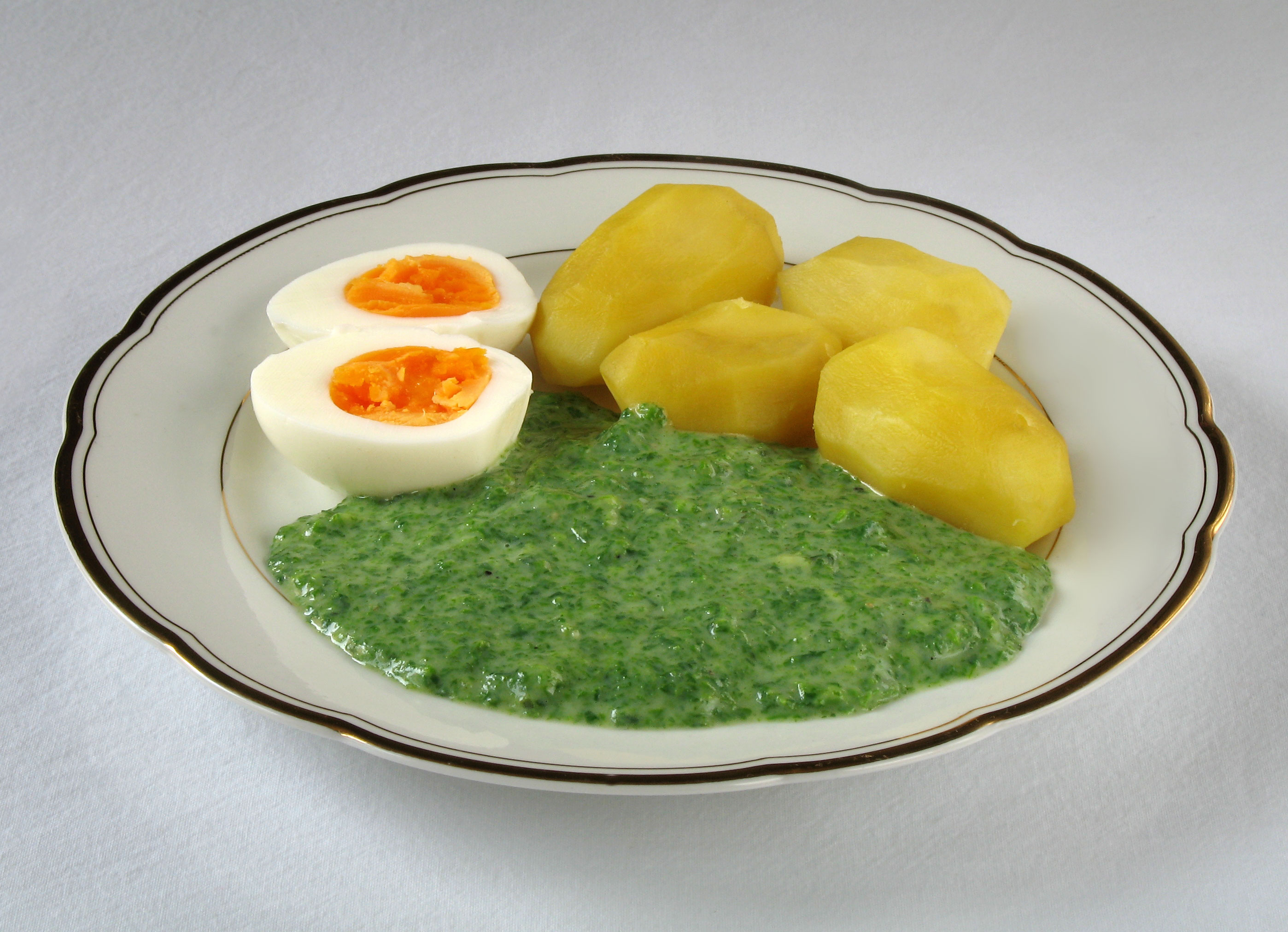
Кропива як продукт харчування
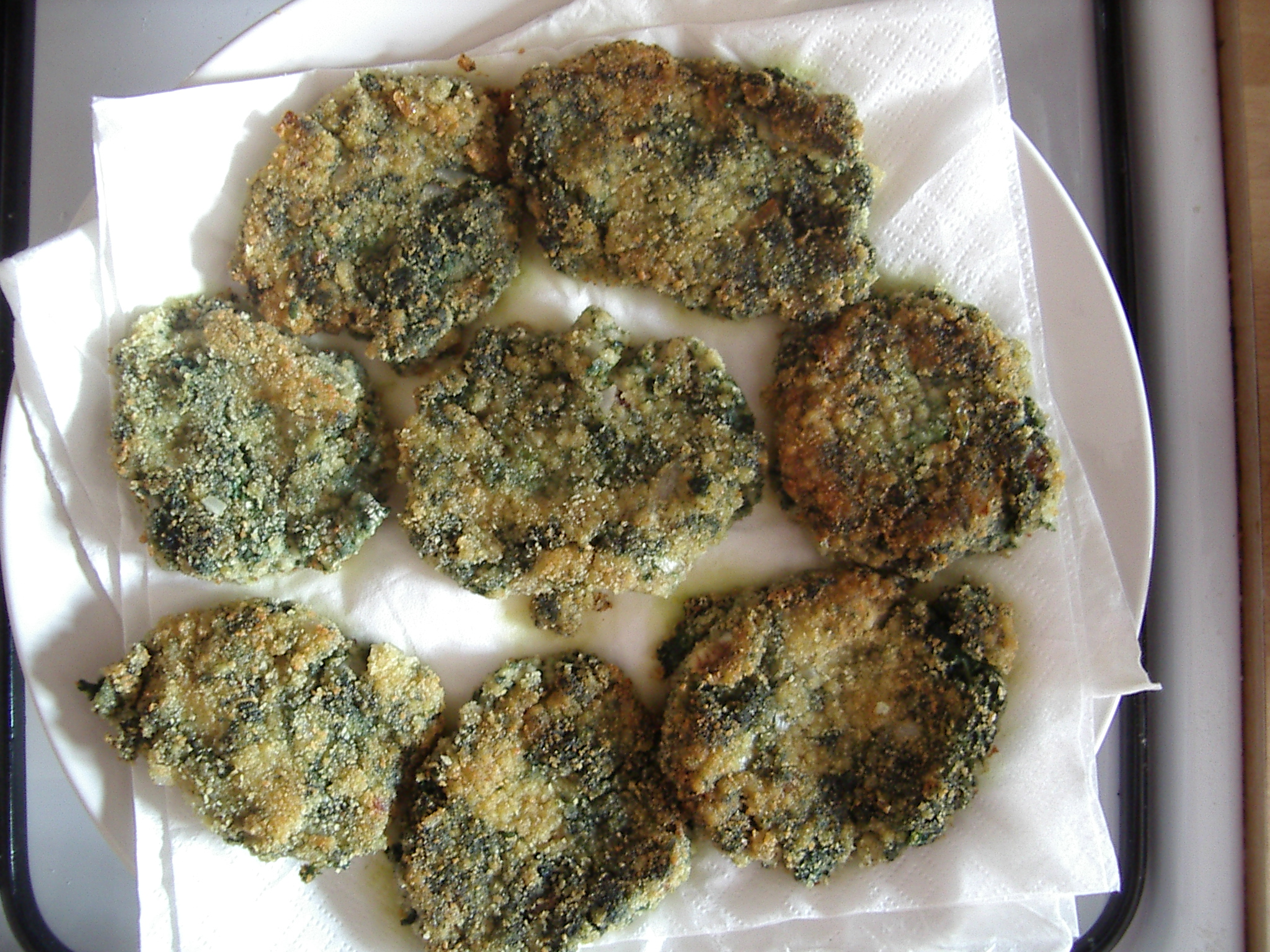
Оладки з кропивою та пшоном
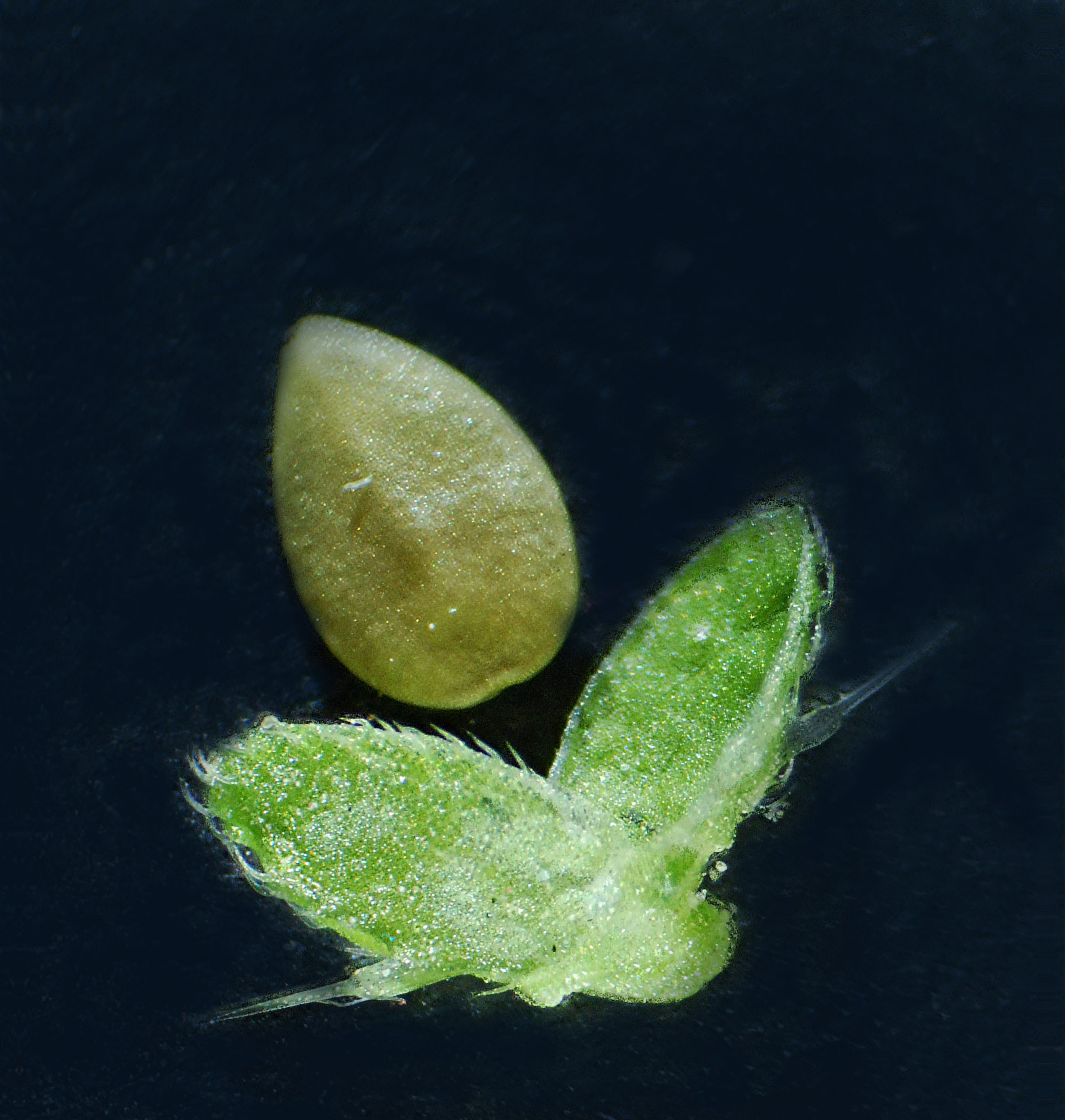
Плід коропиви
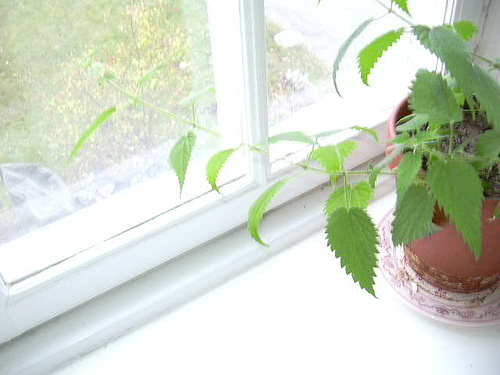
Кропива в горщику в закритому приміщенні
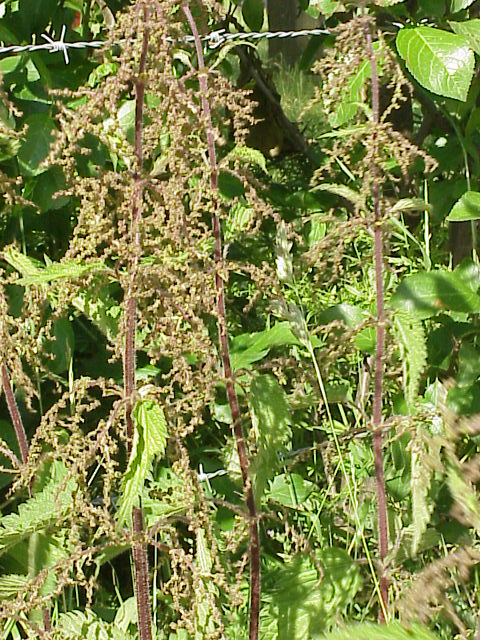
Дорослі рослини